# Alain Carrier
Alain Carrier (* 14. Oktober 1924 in Sarlat-la-Canéda (Dordogne); † 15. Dezember 2020 ebenda) war ein französischer Widerstandskämpfer, Plakatkünstler und Illustrator.

## Biografie
Alain Carrier trat im Alter von 16 Jahren der französischen Résistance bei.  Nach dem Zweiten Weltkrieg nahm er an der Académie de la Grande Chaumière ein Studium auf und arbeitete als Assistent des renommierten Plakatgestalters und Bühnenbildners Paul Colin, machte sich aber schon bald als Grafiker selbständig. André Malraux beauftragte ihn mit einem Porträt von Charles de Gaulle; Alain Carrier schuf eine Farblithografie, ohne de Gaulle jemals getroffen zu haben.
1952 war er Mitbegründer des Festival des Jeux du Théâtre de Sarlat.
Seit 2003 wird in der Bibliothèque nationale de France in Paris eine Sammlung von 300 Plakaten und Zeichnungen Carriers aufbewahrt.
2006 gründete sich die Association des Amis d’Alain Carrier.

## Auszeichnungen
- 1982: Chevalier de l’ordre national du mérite
- 2004: Chevalier de la Légion d’honneur[2]

## Ausstellungen
- 2001: Alain Carrier, Centre de l’affiche, Toulouse[3]
- 2013: Alain Carrier s’affiche, Musée Michelet, Brive, Frankreich[4]
- 2017: Alain Carrier, Espace culturel de François Mitterrand, Périgaux, Frankreich